# Minixi suffusum
Minixi suffusum är en stekelart som först beskrevs av Fox 1899.  Minixi suffusum ingår i släktet Minixi och familjen Eumenidae. Inga underarter finns listade i Catalogue of Life.